# Молен (Эна)
Моле́н (фр. Molain) — коммуна во Франции, находится в регионе Пикардия. Департамент коммуны — Эна. Входит в состав кантона Гюиз. Округ коммуны — Вервен.
Код INSEE коммуны — 02488.

## Население
Население коммуны на 2010 год составляло 147 человек.
| 1962 | 1968 | 1975 | 1982 | 1990 | 1999 | 2010 |
| ---- | ---- | ---- | ---- | ---- | ---- | ---- |
| 216  | 188  | 162  | 168  | 156  | 151  | 147  |

## Экономика
В 2010 году среди 96 человек трудоспособного возраста (15—64 лет) 62 были экономически активными, 34 — неактивными (показатель активности — 64,6 %, в 1999 году было 64,1 %). Из 62 активных жителей работали 53 человека (26 мужчин и 27 женщин), безработных было 9 (5 мужчин и 4 женщины). Среди 34 неактивных 6 человек были учениками или студентами, 17 — пенсионерами, 11 были неактивными по другим причинам.